# Relazioni internazionali del Kosovo
     Kosovo
     Stati che riconoscono l'indipendenza del Kosovo
     Stati che non riconoscono l'indipendenza del Kosovo
     Stati che hanno ritirato il riconoscimento prima dato

Carta degli Stati che hanno riconosciuto l'indipendenza del Kosovo all'aprile 2025:
Kosovo
Stati che riconoscono l'indipendenza del Kosovo
Stati che non riconoscono l'indipendenza del Kosovo
Stati che hanno ritirato il riconoscimento prima dato

A seguito della dichiarazione unilaterale d'indipendenza del Kosovo del 17 febbraio 2008, molti Paesi hanno assunto una posizione ufficiale sul riconoscimento o meno della sovranità del territorio balcanico a status conteso.

## Paesi che hanno riconosciuto l'indipendenza del Kosovo
Il Kosovo è stato formalmente riconosciuto come Stato indipendente da 104 dei 193 membri dell'ONU (il 53,89% del totale), tra cui i confinanti Montenegro, Macedonia del Nord e Albania; altri 11 Stati hanno ritirato il riconoscimento inizialmente dato. Tra i membri permanenti del Consiglio di sicurezza, il Kosovo è riconosciuto da Stati Uniti d'America, Francia e Regno Unito, mentre la Russia e la Cina continuano a considerarlo una provincia autonoma della Serbia.
Ventidue dei ventisette paesi dell'Unione europea hanno riconosciuto l'indipendenza del Kosovo: vi si oppongono Spagna, Cipro, Romania, Slovacchia e Grecia.

### Membri dell'ONU
| Numero progressivo | Stato               | Data del riconoscimento |
| ------------------ | ------------------- | ----------------------- |
| 1.                 | Costa Rica          | 17 febbraio 2008        |
| 2.                 | Afghanistan         | 18 febbraio 2008        |
| 3.                 | Albania             | 18 febbraio 2008        |
| 4.                 | Francia             | 18 febbraio 2008        |
| 5.                 | Regno Unito         | 18 febbraio 2008        |
| 6.                 | Stati Uniti         | 18 febbraio 2008        |
| 7.                 | Turchia             | 18 febbraio 2008        |
| 8.                 | Australia           | 19 febbraio 2008        |
| 9.                 | Germania            | 19 febbraio 2008        |
| 10.                | Senegal             | 19 febbraio 2008        |
| 11.                | Lettonia            | 20 febbraio 2008        |
| 12.                | Danimarca           | 21 febbraio 2008        |
| 13.                | Estonia             | 21 febbraio 2008        |
| 14.                | Italia              | 21 febbraio 2008        |
| 15.                | Lussemburgo         | 21 febbraio 2008        |
| 16.                | Perù                | 22 febbraio 2008        |
| 17.                | Belgio              | 25 febbraio 2008        |
| 18.                | Polonia             | 26 febbraio 2008        |
| 19.                | Austria             | 27 febbraio 2008        |
| 20.                | Svizzera            | 27 febbraio 2008        |
| 21.                | Irlanda             | 29 febbraio 2008        |
| 22.                | Paesi Bassi         | 4 marzo 2008            |
| 23.                | Svezia              | 4 marzo 2008            |
| 24.                | Islanda             | 5 marzo 2008            |
| 25.                | Slovenia            | 5 marzo 2008            |
| 26.                | Finlandia           | 7 marzo 2008            |
| 27.                | Canada              | 18 marzo 2008           |
| 28.                | Giappone            | 18 marzo 2008           |
| 29.                | Croazia             | 19 marzo 2008           |
| 30.                | Monaco              | 19 marzo 2008           |
| 31.                | Ungheria            | 19 marzo 2008           |
| 32.                | Bulgaria            | 20 marzo 2008           |
| 33.                | Liechtenstein       | 25 marzo 2008           |
| 34.                | Corea del Sud       | 28 marzo 2008           |
| 35.                | Norvegia            | 28 marzo 2008           |
| 36.                | Isole Marshall      | 17 aprile 2008          |
| 37.                | Burkina Faso        | 24 aprile 2008          |
| 38.                | Lituania            | 6 maggio 2008           |
| 39.                | San Marino          | 11 maggio 2008          |
| 40.                | Rep. Ceca           | 21 maggio 2008          |
| 41.                | Liberia             | 30 maggio 2008          |
| 42.                | Belize              | 7 agosto 2008           |
| 43.                | Colombia            | 7 agosto 2008           |
| 44.                | Malta               | 21 agosto 2008          |
| 45.                | Samoa               | 15 settembre 2008       |
| 46.                | Portogallo          | 7 ottobre 2008          |
| 47.                | Macedonia del Nord  | 9 ottobre 2008          |
| 48.                | Montenegro          | 9 ottobre 2008          |
| 49.                | Emirati Arabi Uniti | 14 ottobre 2008         |
| 50.                | Malaysia            | 31 ottobre 2008         |
| 51.                | Micronesia          | 6 dicembre 2008         |
| 52.                | Panama              | 16 gennaio 2009         |
| 53.                | Maldive             | 19 febbraio 2009        |
| 54.                | Palau               | 6 marzo 2009            |
| 55.                | Gambia              | 7 aprile 2009           |
| 56.                | Arabia Saudita      | 20 aprile 2009          |
| 57.                | Comore              | 14 maggio 2009          |
| 58.                | Bahrein             | 19 maggio 2009          |
| 59.                | Giordania           | 7 luglio 2009           |
| 60.                | Rep. Dominicana     | 10 luglio 2009          |
| 61.                | Nuova Zelanda       | 9 novembre 2009         |
| 62.                | Malawi              | 14 dicembre 2009        |
| 63.                | Mauritania          | 13 gennaio 2010         |
| 64.                | eSwatini            | 12 aprile 2010          |
| 65.                | Vanuatu             | 28 aprile 2010          |
| 66.                | Gibuti              | 8 maggio 2010           |
| 67.                | Somalia             | 19 maggio 2010          |
| 68.                | Honduras            | 3 settembre 2010        |
| 69.                | Kiribati            | 21 ottobre 2010         |
| 70.                | Tuvalu              | 18 novembre 2010        |
| 71.                | Qatar               | 7 gennaio 2011          |
| 72.                | Guinea-Bissau       | 10 gennaio 2011         |
| 73.                | Oman                | 4 febbraio 2011         |
| 74.                | Andorra             | 8 giugno 2011           |
| 75.                | Guinea              | 16 agosto 2011          |
| 76.                | Niger               | 16 agosto 2011          |
| 77.                | Benin               | 17 agosto 2011          |
| 78.                | Saint Lucia         | 19 agosto 2011          |
| 79.                | Gabon               | 9 settembre 2011        |
| 80.                | Costa d'Avorio      | 21 settembre 2011       |
| 81.                | Kuwait              | 11 ottobre 2011         |
| 82.                | Haiti               | 10 febbraio 2012        |
| 83.                | Brunei              | 25 aprile 2012          |
| 84.                | Ciad                | 1º giugno 2012          |
| 85.                | Timor Est           | 16 settembre 2012       |
| 86.                | Figi                | 19 novembre 2012        |
| 87.                | Saint Kitts e Nevis | 28 novembre 2012        |
| 88.                | Pakistan            | 24 dicembre 2012        |
| 89.                | Guyana              | 16 marzo 2013           |
| 90.                | Tanzania            | 29 maggio 2013          |
| 91.                | Yemen               | 11 giugno 2013          |
| 92.                | Egitto              | 26 giugno 2013          |
| 93.                | El Salvador         | 29 giugno 2013          |
| 94.                | Thailandia          | 24 settembre 2013       |
| 95.                | Libia               | 25 settembre 2013       |
| 96.                | Tonga               | 15 gennaio 2014         |
| 97.                | Lesotho             | 11 febbraio 2014        |
| 98.                | Antigua e Barbuda   | 20 maggio 2015          |
| 99.                | Suriname            | 8 luglio 2016           |
| 100.               | Singapore           | 1º dicembre 2016        |
| 101.               | Bangladesh          | 27 febbraio 2017        |
| 102.               | Barbados            | 15 febbraio 2018        |
| 103.               | Israele             | 4 settembre 2020        |
| 104.               | Kenya               | 26 marzo 2025           |

### Non membri dell'ONU
| Numero progressivo | Stato      | Data del riconoscimento |
| ------------------ | ---------- | ----------------------- |
| 1.                 | Taiwan     | 18 febbraio 2008        |
| 2.                 | Isole Cook | 18 maggio 2015          |
| 3.                 | Niue       | 23 giugno 2015          |

## Paesi che hanno ritirato il riconoscimento del Kosovo
A partire dal 2017, alcuni Paesi che avevano stabilito relazioni diplomatiche con le autorità kosovare sono ritornati sui propri passi.
| Numero progressivo | Stato              | Data del riconoscimento | Data del ritiro del riconoscimento |
| ------------------ | ------------------ | ----------------------- | ---------------------------------- |
| 1.                 | Burundi            | 16 ottobre 2012         | 15 febbraio 2018                   |
| 2.                 | Papua Nuova Guinea | 3 ottobre 2012          | 5 luglio 2018                      |
| 3.                 | Dominica           | 11 dicembre 2012        | 2 novembre 2018                    |
| 4.                 | Grenada            | 25 settembre 2013       | 4 novembre 2018                    |
| 5.                 | Isole Salomone     | 13 agosto 2014          | 28 novembre 2018                   |
| 6.                 | Madagascar         | 24 novembre 2017        | 7 dicembre 2018                    |
| 7.                 | Togo               | 11 luglio 2014          | 28 giugno 2019                     |
| 8.                 | Rep. Centrafricana | 22 luglio 2011          | 24 luglio 2019                     |
| 9.                 | Ghana              | 23 gennaio 2012         | 7 novembre 2019                    |
| 10.                | Nauru              | 23 aprile 2008          | 13 novembre 2019                   |
| 11.                | Sierra Leone       | 11 giugno 2008          | 2 marzo 2020                       |

Il riconoscimento del Kosovo da parte del Suriname venne dato come ritirato il 27 ottobre 2017, per quanto questo ritiro non venne confermato dalle autorità kosovare. Kosovo e Suriname hanno da allora mantenuto relazioni diplomatiche: il 10 giugno 2022, ad esempio, la ministra degli esteri kosovara Donika Gërvalla-Schwarz ebbe un incontro formale con il suo omologo surinamense Albert Ramdin riaffermando la volontà di potenziare la cooperazione tra i due Stati.
Secondo il ministero degli esteri della Serbia, il riconoscimento da parte del Lesotho venne ritirato il 16 ottobre 2018; il ministero degli esteri del Kosovo tuttavia smentì ufficialmente la notizia.
Il riconoscimento da parte delle Comore venne indicato come ritirato il 7 novembre 2018 dal governo serbo e dal ministro degli esteri della Russia Sergej Viktorovič Lavrov; la circostanza venne subito smentita dal ministero degli esteri di Pristina, e nel febbraio 2021 l'ex presidente del Kosovo Behgjet Pacolli riconfermò l'esistenza di un formale riconoscimento da parte delle Comore.
Il riconoscimento da parte di Palau venne dato come ritirato il 17 gennaio 2019; l'esistenza di formali relazioni tra Kosovo e Palau fu tuttavia riconfermata nel settembre 2022 nel corso di un incontro tra la presidente kosovara Vjosa Osmani e il ministro degli esteri di Palau Gustav Aitaro, e nell'ottobre seguente da una visita in Kosovo della vicepresidente di Palau Uduch Sengebau Senior.